# 프리퀀트 윈드 작전

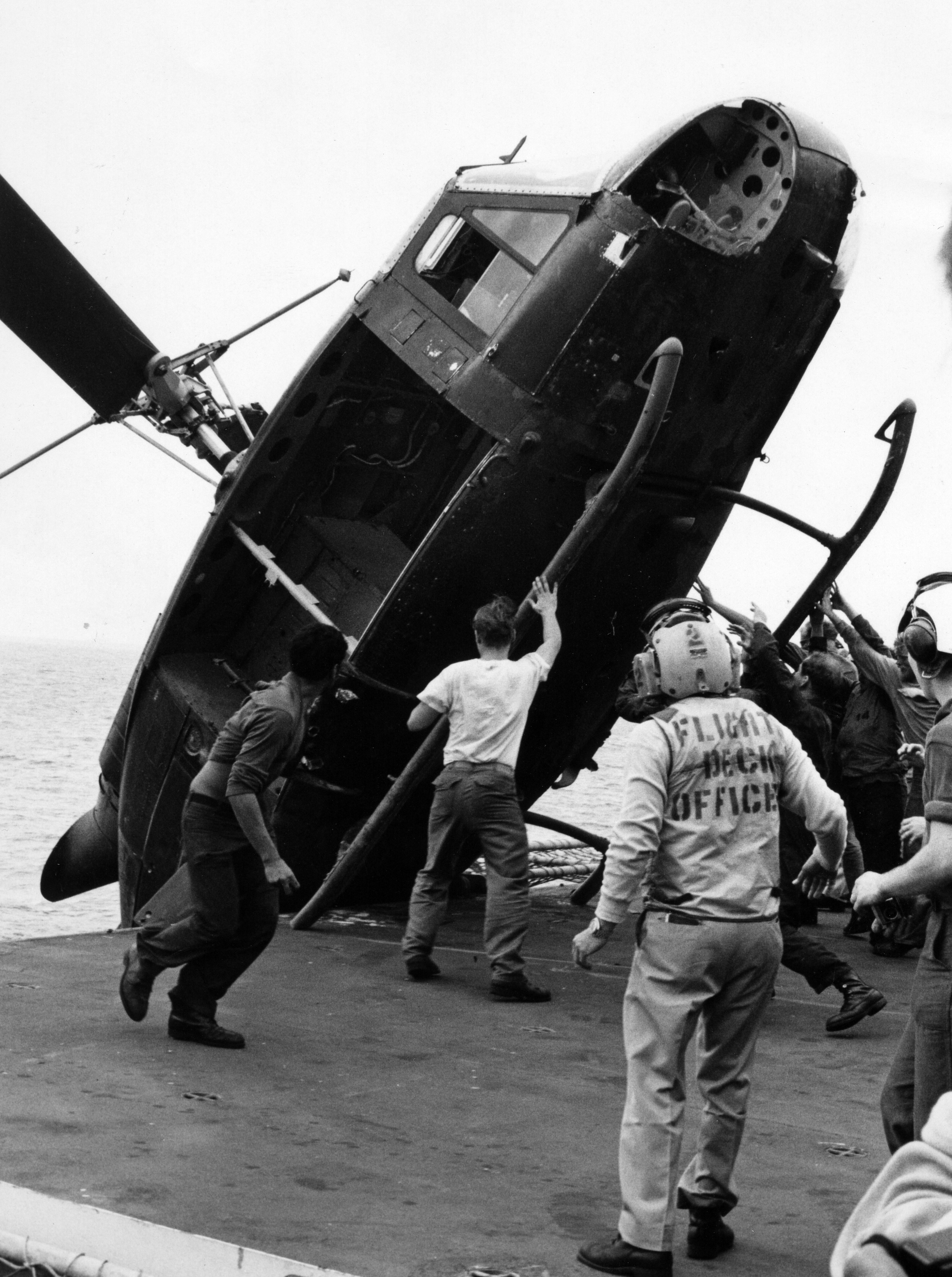

프리퀀트 윈드 작전(Operation Frequent Wind)은 베트남 전쟁 막바지이던 1975년에 베트남 공화국(남베트남)의 사이공(현재의 호찌민시)이 함락되던 과정에서 미국이 실행한 자국민 및 우방국 국민 탈출 작전이다.

## 사이공 함락과 작전 실행
미국 제9해병양륙여단은 1975년 4월 12일에 헬리콥터와 대피를 위한 보안군을 제공하기 위한 현재 계획을 놓고 그레이엄 마틴 남베트남 주재 미국 대사와의 협의를 진행하기 위해 대표단을 파견했다. 마틴 대사는 이들에게 미국이 남베트남을 포기할 의도가 있다는 어떠한 외적인 징후도 용납하지 않을 것이라고 말했다. 미국의 모든 계획은 최대한 신중하게 수행되었을 것이다. 제9해병양륙여단 사령관을 역임하고 있던 리처드 E. 캐리 준장은 다음 날 사이공으로 날아가 마틴 대사를 만났는데 그는 나중에 "그러한 방문은 차갑고 생산적이지 않았으며 대사에게 자극적인 것으로 보였다.'고 말했다.

### 4월 25일
4월 25일에는 USS 행콕(CV-19)의 제9해병양륙여단 소속 해병대 40명이 주사이공 미국 대사관을 방어하기 위해 할당된 18명의 해병대 경비대를 증원하기 위해 민간인 복장을 한 에어 아메리카 헬리콥터에 의해 사이공 주재 국방무관 사무소 컴파운드로 공수되었고 마틴 대사를 보호하기 위해 추가로 6명의 해병대원들이 추가로 배치되었다.
마틴 대사는 미국이 남베트남에서 철수할 필요가 없는 협상된 해결책에 도달할 수 있을 것이라고 낙관적인 태도를 유지했고 해병대 경비대대 사령관과 지상 지원군 사령관을 역임하고 있던 제임스 킨 소령에게 패배주의와 공황을 피하기 위한 구체적인 방안을 지시했다. 마틴 대사는 대사관 주차장을 헬리콥터 착륙 구역으로 사용하는 것을 방해하는 나무와 관목을 제거하는 것부터 시작할 수 밖에 없다고 밝혔다.

### 4월 28일
4월 28일 오후 6시에 떤선녓 공군 기지는 베트남 인민공군으로 망명한 전직 남베트남 공군 조종사들이 조종한 3대의 A-37 드래곤플라이의 폭격을 받았다. 산발적인 베트남 인민공군의 로켓포 공격과 포격도 시작되어 4월 29일 오전 4시까지 시간당 40발로 늘어났다.
오전 7시에는 남베트남 주재 미국 국방무관을 역임하고 있던 호머 D. 스미스 소장이 고정익 대피를 중단하고 프리퀀트 윈드 작전, 미군과 위험에 처한 베트남인들에 대한 헬기 대피를 시작해야 한다고 조언했다. 그러나 마틴 대사는 스미스 장군의 권고를 받아들이지 않고 대신 떤선녓 공군 기지를 방문하여 상황을 직접 조사할 것을 주장했다. 마침내 10시 51분에 프리퀀트 윈드 작전을 개시하라는 명령이 내려졌지만 지휘 계통의 혼란으로 인해 캐리 장군은 12시 15분까지 집행 명령을 받지 못했다.
프리퀀트 윈드 작전을 위해 선택된 2개의 주요 피난 장소는 미국 민간인과 베트남인 피난민들을 위한 떤선녓 공항과 대사관 직원들을 위한 대사관이었다.:196

### 4월 29일
4월 29일 아침까지 약 10,000명의 사람들이 대사관 주변에 모였고 약 2,500명의 피난민들이 대사관과 영사관 구내에 있었다. 오전 10시부터 12시까지 킨 소령과 그의 해병대는 나무를 베고 차량을 이동시켜 법원 건물 뒤에 있는 대사관 주차장에 헬리콥터 착륙 구역을 만들었다. UH-1 이로쿼이와 CH-46 시나이트를 위한 옥상과 CH-53 시 스탤리온을 위한 새로운 주차장 착륙 구역 등 2곳의 착륙 구역이 대사관 구내에서 사용 가능했다.:5

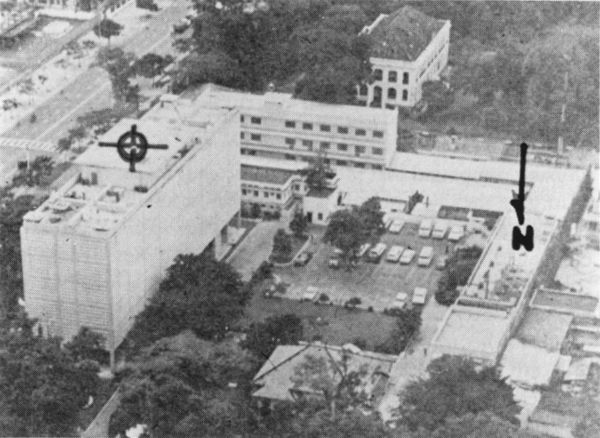
주사이공 미국 대사관의 항공 사진. 맨 왼쪽은 통녓 대로, 왼쪽은 법원 청사, 중앙은 주차장, 위쪽은 미국 영사관 구내, 사이공 주재 프랑스 대사관이다.

에어 아메리카 UH-1은 도시 전역의 다른 소규모 집합소(네덜란드의 사진가인 휘베르트 판 에스가 촬영한 사진으로 유명한 피츠먼 빌딩(현재의 자롱 22번가) 포함)에서 피난민들을 수송하여 대사관의 옥상 착륙 구역에 도착하기 시작했다.
오후 3시에 CH-53이 떤선녓 공군 기지의 국방무관 사무소 경내로 향하는 것이 목격되었다. 킨 소령은 미국 해군 제7함대에 연락하여 그의 공수 요구 사항을 알려주었다. 그때까지 함대는 모든 피난민들이 대사관에서 국방무관 사무소 컴파운드로 버스로 이동했는데 대사와 해병대를 대사관에서 대피시키는 데 필요한 헬리콥터는 2대뿐이라고 확신했다.:6
오후 5시에 CH-46이 미국 대사관에 도착했다. 4월 29일 오후 7시에서 오후 9시 사이에 제2대대에서 130명의 해병대가 추가로 국방무관 사무소 구내에서 철수하여 대사관의 경계 보안을 강화했다.:195 국방무관 사무소 경내에서의 철수는 오후 9시경에 완료되었고 이후 모든 헬리콥터가 대사관으로 이동했다. 그러나 킨 소령은 착륙 구역에 불이 잘 켜져 있을 것이며 차량들이 엔진을 작동시키고 헤드라이트를 켠 채 주차장 착륙 구역 주변을 이동하도록 하여 착륙 구역을 밝게 할 것이라고 조언했다.:6
오후 9시 30분에 CH-53 조종사가 76 기동대 사령관인 휘트마이어 제독이 오후 11시를 기해 작전을 중단하라고 명령했다고 킨 소령에게 알렸다. 킨 소령은 마틴 대사가 공수를 계속할 수 있도록 대사 집무실에 연락할 것을 요청하는 것을 보았다. 마틴 대사는 곧 킨 소령에게 출격이 계속될 것이라는 소식을 보냈다.:6 동시에 캐리 장군은 휘트마이어 제독을 만나 어둠과 화재, 악천후로 인한 조종사의 피로와 시야 불량에도 불구하고 대사관으로 가는 비행을 재개하도록 설득했다.:198

### 4월 30일
4월 30일 오전 2시 15분에 CH-46 1대와 CH-53 1대가 매 10분마다 대사관에 착륙했고 대사관은 19대의 리프트가 추가로 대피를 완료할 것이라고 밝혔다.:199 당시 킨 소령은 아직도 850여 명의 비미국인 피난민과 225명(해병대 포함)이 있는 것으로 추정하고 있었는데 마틴 대사는 킨 소령에게 최선을 다하라고 말했다.:7 마틴 대사는 오전 3시에 킨 소령에게 남은 피난민들을 모두 해병대의 마지막 경계인 착륙 구역 주차장으로 옮기라고 명령했다.:7 오전 3시 27분에는 제럴드 포드 미국 대통령은 대피를 완료하기 위해 19대 이상의 리프트를 허용하지 말라고 명령했다.:200
킨 소령은 이미 19 리프트 제한을 초과한 오전 4시 30분에 옥상 착륙 구역으로 가서 캐리 장군과 헬리콥터 라디오를 통해 포드 대통령이 공수를 미군으로 제한하라고 명령했다고 전했다. 이에 캐리 장군은 킨 소령에게 자신의 부하들을 대사 관저로 철수시키고 탈출을 위해 옥상 착륙 구역으로 철수하라고 명령했다.:7 대사관 밖에 있던 군중들이 정문을 뚫고 영내로 들어갔을 때 대부분의 해병대원들은 감옥 안에 있었다. 해병대원들은 대사 관저의 문을 닫은 다음에 빗장을 걸어 잠갔고 6층에 있던 시비즈 대원들은 엘리베이터를 잠갔다. 해병대원들은 그들 뒤에 있는 그릴 게이트를 잠그고 계단을 통해 철수했다. 1층에서는 물탱크가 대사 관저의 문을 통과했고 군중들은 건물을 통해 옥상을 향해 밀려나기 시작했다. 옥상에 있던 해병대원들은 옥상으로 통하는 문을 봉쇄하고 군중들이 침입하려는 것을 막기 위해 메스를 사용하고 있었다. 대사관 주변에서는 산발적인 총성이 옥상 위로 지나갔다.:7–8
마틴 대사는 오전 4시 58분에 HMM-165의 호출부호인 "레이디 에이스 09"를 타고 USS 블루 리지(LCC-19)로 날아갔다. 레이디 에이스 09가 "타이거가 나왔다."고 전송했을 때 아직도 비행 중인 헬리콥터들은 임무가 완료되었다고 생각했고 이에 따라 대사관 옥상에서 해병대로 대피하는 것이 지연되었다.:200
CH-46은 오전 7시에 대대 상륙팀에서 철수했고 HMM-164의 CH-46 스위프트 2-2가 킨 소령과 10명의 해병 보안 경비대를 대피시키기 위해 도착했다.:200 마지막 헬리콥터는 4월 30일 오전 7시 53분에 이륙하여 오전 9시 30분에 USS 오키나와(LPH-3)에 착륙했다.:8 오전 11시 30분에 베트남 인민군 전차들이 대통령궁(현재의 통일궁)의 문을 부수고 건물 위에 남베트남 민족해방전선의 기를 게양하면서 베트남 전쟁은 끝났다.
해병대 조종사들은 1,054시간의 누적 비행 시간 동안에 682대의 비행기를 타고 프리퀀트 윈드 작전을 통해 떤선녓 공군 기지에서 5,000명의 미군, 978명의 미국인을, 미국 대사관에서 1,120명의 베트남인, 제3국 국민들을 대피시켰다.:201 이 과정에서 대한민국 국민 100여 명을 포함한 400여 명의 피난민들이 대사관에 남겨졌다.
레이디 에이스 09, CH-46 일련번호 154803은 현재 미국 캘리포니아주 샌디에고의 플라잉 레더넥 항공 박물관에 전시되어 있다.